# Neal Marshall
Neal Gregory Marshall (Victoria, 13 de junio de 1969) es un deportista canadiense que compitió en patinaje de velocidad sobre hielo
Ganó una medalla de bronce en el Campeonato Mundial de Patinaje de Velocidad sobre Hielo en Distancia Individual de 1997, en la prueba de 1500 m. Participó en tres Juegos Olímpicos de Invierno, entre los años 1992 y 1998, ocupando el séptimo lugar en Lillehammer 1994, en la misma prueba.

## Palmarés internacional
| Campeonato Mundial en Distancia Individual | Campeonato Mundial en Distancia Individual | Campeonato Mundial en Distancia Individual | Campeonato Mundial en Distancia Individual |
| Año                                        | Lugar                                      | Medalla                                    | Prueba                                     |
| ------------------------------------------ | ------------------------------------------ | ------------------------------------------ | ------------------------------------------ |
| 1997                                       | Varsovia (Polonia)                         | Medalla de bronce                          | 1500 m                                     |